# Omloop Het Nieuwsblad
L'Omloop Het Nieuwsblad (abans anomenada Omloop Het Volk) és una competició ciclista que es disputa a la regió de Flandes de Bèlgica. És una cursa semiclàssica d'un dia que és alhora l'inici del calendari ciclista belga. Normalment es disputa el darrer dissabte del mes de febrer o el primer del mes de març. La cursa es caracteritza pel mal temps (en més d'una ocasió ha hagut de ser cancel·lada per la neu) i per la presència dels anomenats murs (pujades de poca distància, molt de desnivell i de vegades amb llambordes)
La cursa es va organitzar des de l'any 1945, pel diari obrer i catòlic Het Volk. En un primer moment la cursa s'anomenà Omloop van Vlaanderen, però la similitud de nom amb la Ronde van Vlaanderen va fer que la federació belga els obligués a canviar el nom i a partir de 1947 es diu Omloop Het Volk. L'any 2008, el diari Het Volk va ser comprat pel diari Het Nieuwsblad i aquest darrer va continuar amb l'organització de la veterana carrera, però amb un nom nou, Omloop Het Nieuwsblad, a partir de l'edició de l'any 2009.
L'edició de l'any 2010 la va guanyar el català Joan Antoni Flecha, i alhora va ser el primer corredor català que ha guanyat aquesta cursa.
Des del 2017 forma part del calendari de l'UCI World Tour

## Palmarès

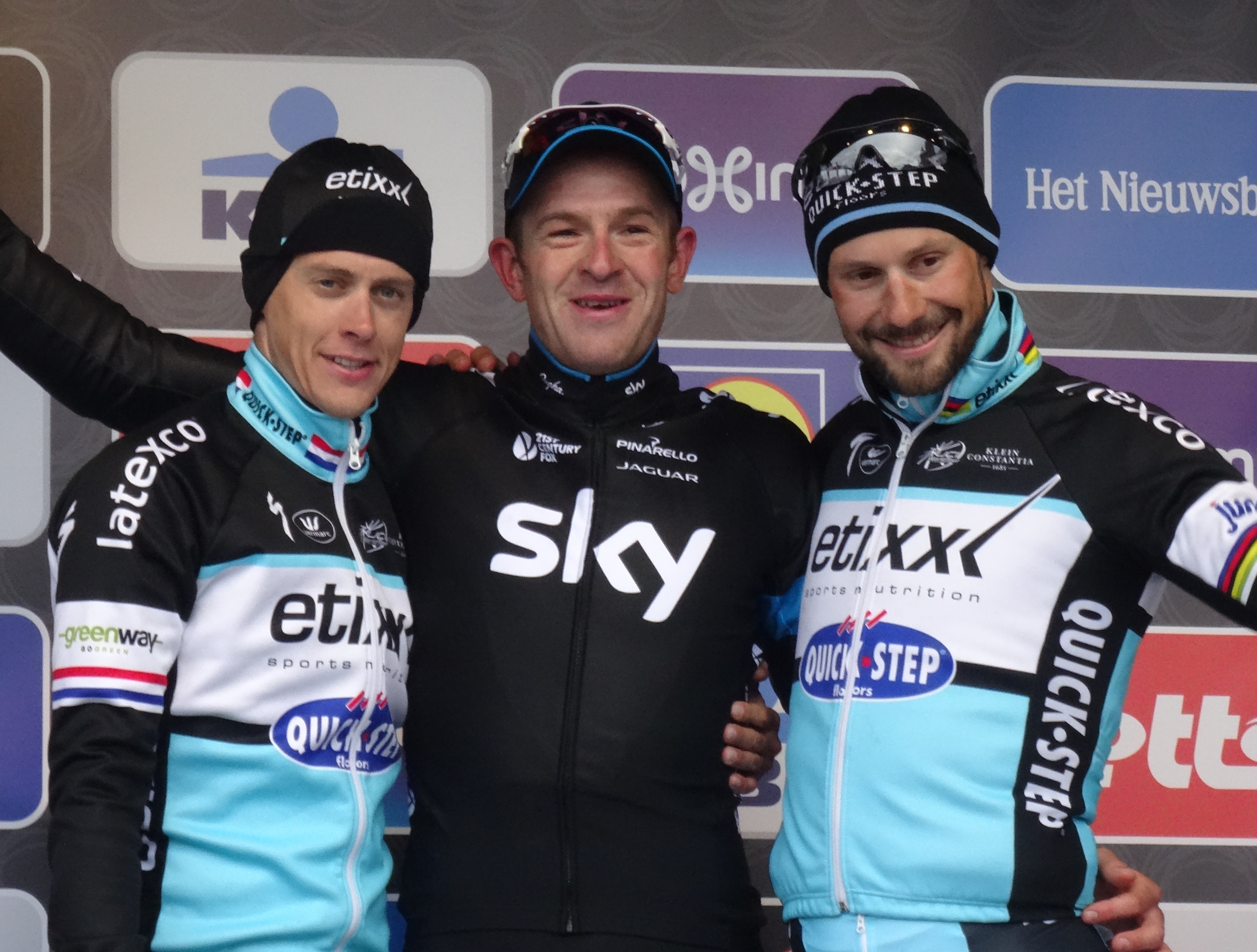
2015 : Niki Terpstra (2), Ian Stannard (1) et Tom Boonen (3).

| Any                   | Vencedor                    | Segon                       | Tercer                      |
| --------------------- | --------------------------- | --------------------------- | --------------------------- |
| Omloop van Vlaanderen |                             |                             |                             |
| 1945                  | Jean Bogaerts               | Maurice Desimpelaere        | Robert Van Eenaeme          |
| 1946                  | André Pieters               | Marcel Rijckaert            | Emmanuel Thoma              |
| Omloop Het Volk       |                             |                             |                             |
| 1947                  | Albert Sercu                | Emiel Faingnaert            | Achiel Buysse               |
| 1948                  | Sylvain Grysolle            | Fausto Coppi                | Marcel Hendrickx            |
| 1949                  | André Declerck              | Frans Leenen                | Maurice Mollin              |
| 1950                  | André Declerck              | Maurice Meersman            | Albéric Schotte             |
| 1951                  | Jean Bogaerts               | Lionel Van Brabant          | Raymond Impanis             |
| 1952                  | Ernest Sterckx              | Raymond Impanis             | André Declerck              |
| 1953                  | Ernest Sterckx              | Maurice Mollin              | Marcel Rijckaert            |
| 1954                  | Karel De Baere              | Roger De Corte              | Jan De Valck                |
| 1955                  | Lode Anthonis               | André Rosseel               | André Vlayen                |
| 1956                  | Ernest Sterckx              | Albéric Schotte             | Leopold Schaeken            |
| 1957                  | Norbert Kerckhove           | Pino Cerami                 | Léon Van Daele              |
| 1958                  | Joseph Planckaert           | Rik Van Looy                | Roger De Corte              |
| 1959                  | Seamus Elliott              | Alfred De Bruyne            | Théo Dingens                |
| No disputada el 1960  |                             |                             |                             |
| 1961                  | Arthur Decabooter           | Frans Schoubben             | Georges Decraeye            |
| 1962                  | Robert De Middeleir         | Jean-Baptiste Claes         | Roger De Coninck            |
| 1963                  | René Van Meenen             | Ludo Janssens               | Jean-Baptiste Claes         |
| 1964                  | Frans Melckenbeeck          | Arthur Decabooter           | Yvo Molenaers               |
| 1965                  | Noël De Pauw                | Marcel Vanden Bogaert       | Jos van der Vleuten         |
| 1966                  | Jo de Roo                   | Walter Godefroot            | Eddy Merckx                 |
| 1967                  | Willy Vekemans              | Jozef Spruyt                | Edward Sels                 |
| 1968                  | Herman Van Springel         | Rolf Wolfshohl              | Bernard Van De Kerckhove    |
| 1969                  | Roger De Vlaeminck          | Daniel Van Ryckeghem        | Valere Van Sweevelt         |
| 1970                  | Frans Verbeeck              | Roger Rosiers               | André Dierickx              |
| 1971                  | Eddy Merckx                 | Roger Rosiers               | Noël Vantyghem              |
| 1972                  | Frans Verbeeck              | André Dierickx              | Eddy Merckx                 |
| 1973                  | Eddy Merckx                 | Roger De Vlaeminck          | Albert Van Vlierberghe      |
| 1974                  | Joseph Bruyère              | Patrick Sercu               | Rik Van Linden              |
| 1975                  | Joseph Bruyère              | Patrick Sercu               | José De Cauwer              |
| 1976                  | Willem Peeters              | Hennie Kuiper               | Patrick Sercu               |
| 1977                  | Freddy Maertens             | Jan Raas                    | Ludo Peeters                |
| 1978                  | Freddy Maertens             | Alfons van Katwijk          | Jan Raas                    |
| 1979                  | Roger De Vlaeminck          | Jan Raas                    | Frank Hoste                 |
| 1980                  | Joseph Bruyère              | Walter Planckaert           | Sean Kelly                  |
| 1981                  | Jan Raas                    | Gilbert Duclos-Lassalle     | Jean-Luc Vandenbroucke      |
| 1982                  | Alfons De Wolf              | Graham Jones                | Sean Kelly                  |
| 1983                  | Alfons De Wolf              | Jan Raas                    | Luc Colijn                  |
| 1984                  | Eddy Planckaert             | Jean-Luc Vandenbroucke      | Ludo Peeters                |
| 1985                  | Eddy Planckaert             | Jacques Hanegraaf           | Jozef Lieckens              |
| No disputada el 1986  |                             |                             |                             |
| 1987                  | Teun van Vliet              | Steven Rooks                | Jan Goessens                |
| 1988                  | Ronny Van Holen             | Johan Lammerts              | John Talen                  |
| 1989                  | Etienne De Wilde            | Sean Kelly                  | Remig Stumpf                |
| 1990                  | Johan Capiot                | Edwig Van Hooydonck         | Etienne De Wilde            |
| 1991                  | Andreas Kappes              | Carlo Bomans                | Edwig Van Hooydonck         |
| 1992                  | Johan Capiot                | Peter Pieters               | Eric Vanderaerden           |
| 1993                  | Wilfried Nelissen           | Olaf Ludwig                 | Eric Vanderaerden           |
| 1994                  | Wilfried Nelissen           | Frédéric Moncassin          | Andreas Kappes              |
| 1995                  | Franco Ballerini            | Edwig Van Hooydonck         | Andrei Txmil                |
| 1996                  | Tom Steels                  | Hendrik Redant              | Olaf Ludwig                 |
| 1997                  | Peter Van Petegem           | Tom Steels                  | Johan Capiot                |
| 1998                  | Peter Van Petegem           | Gianluca Bortolami          | Andrei Txmil                |
| 1999                  | Frank Vandenbroucke         | Wilfried Peeters            | Tom Steels                  |
| 2000                  | Johan Museeuw               | Steffen Wesemann            | Servais Knaven              |
| 2001                  | Michele Bartoli             | Hendrik Van Dijck           | Matthé Pronk                |
| 2002                  | Peter Van Petegem           | Frank Høj                   | Michel Vanhaecke            |
| 2003                  | Johan Museeuw               | Max van Heeswijk            | Paolo Bettini               |
| No disputada el 2004  |                             |                             |                             |
| 2005                  | Nick Nuyens                 | Tom Boonen                  | Steven de Jongh             |
| 2006                  | Philippe Gilbert            | Bert De Waele               | Léon van Bon                |
| 2007                  | Filippo Pozzato             | Joan Antoni Flecha Giannoni | Tom Boonen                  |
| 2008                  | Philippe Gilbert            | Nick Nuyens                 | Thor Hushovd                |
| Omloop Het Nieuwsblad |                             |                             |                             |
| 2009                  | Thor Hushovd                | Kevyn Ista                  | Joan Antoni Flecha Giannoni |
| 2010                  | Joan Antoni Flecha Giannoni | Heinrich Haussler           | Tyler Farrar                |
| 2011                  | Sebastian Langeveld         | Joan Antoni Flecha Giannoni | Mathew Hayman               |
| 2012                  | Sep Vanmarcke               | Tom Boonen                  | Joan Antoni Flecha Giannoni |
| 2013                  | Luca Paolini                | Stijn Vandenbergh           | Sven Vandousselaere         |
| 2014                  | Ian Stannard                | Greg Van Avermaet           | Edvald Boasson Hagen        |
| 2015                  | Ian Stannard                | Niki Terpstra               | Tom Boonen                  |
| 2016                  | Greg Van Avermaet           | Peter Sagan                 | Tiesj Benoot                |
| 2017                  | Greg Van Avermaet           | Peter Sagan                 | Sep Vanmarcke               |
| 2018                  | Michael Valgren Andersen    | Łukasz Wiśniowski           | Sep Vanmarcke               |
| 2019                  | Zdeněk Štybar               | Greg Van Avermaet           | Tim Wellens                 |
| 2020                  | Jasper Stuyven              | Yves Lampaert               | Søren Kragh Andersen        |
| 2021                  | Davide Ballerini            | Jake Stewart                | Sep Vanmarcke               |
| 2022                  | Wout van Aert               | Sonny Colbrelli             | Greg Van Avermaet           |
| 2023                  | Dylan van Baarle            | Arnaud De Lie               | Christophe Laporte          |
| 2024                  | Jan Tratnik                 | Nils Politt                 | Wout van Aert               |
| 2025                  | Søren Wærenskjold           | Paul Magnier                | Jasper Philipsen            |